# أناتولي لوكيانوف
أناتولي لوكيانوف (الروسية: Анатолий Иванович Лукьянов) (و. 1930 – 2019 م) هو سياسي، وشاعر من الاتحاد السوفيتي، وروسيا، ولد في سمولينسك، كان عضوًا في الحزب الشيوعي لروسيا الاتحادية، وكان عضوًا في الحزب الشيوعي السوفيتي، توفي في موسكو، عن عمر يناهز 89 عاماً.

## مناصب
تولى منصب رئيس مجلس السوفييت الأعلى ‏ (15 مارس 1990–4 سبتمبر 1991)
- عضو مجلس الدوما
- عضو مجلس السوفيت الأعلى

.

## التعليم
تعلم في كلية الحقوق في جامعة موسكو الحكومية ‏
.

## جوائز
حصل على جوائز منها:
- المحامي الفخري لروسيا [الإنجليزية]‏ (2012)
- وسام ثورة أكتوبر (1980)
- وسام الراية الحمراء من حزب العمال (1971)

## روابط خارجية
- أناتولي لوكيانوف على موقع الموسوعة البريطانية (الإنجليزية)
- أناتولي لوكيانوف على موقع مونزينجر (الألمانية)